# Liebster Jesu, mein Verlangen
Liebster Jesu, mein Verlangen (BWV 32) is een religieuze cantate van Johann Sebastian Bach.

## Programma
Deze cantate is bedoeld voor de eerste zondag na Epifanie en weerklonk voor het eerst op 13 januari 1726 te Leipzig.

Deze cantate behoort tot de zogenoemde Kerstkring van het kerkelijk jaar die loopt van de 1ste Adventszondag tot de 4e zondag na Epifanie of Driekoningen. Daarna start de Paaskring omvattende 50 dagen voor en 50 dagen na Pasen.
Deze cantate rekent men tot de derde cantatejaargang.
 
Deze cantaten werden op en na Epifanie uitgevoerd:
- Sie werden aus Saba alle kommen (BWV 65) op Epifanie
- Meine Seufzer, meine Tränen (BWV 13) (tweede zondag na Epifanie)
- Herr, wie du willt, so schicks mit mir (BWV 73) (derde zondag na Epifanie)
- Jesus schläft, was soll ich hoffen (BWV 81) (vierde zondag na Epifanie)

## Tekst
Bijbellezingen
- Romeinen 12, 1-6: "Wordt niet gelijkvormig aan deze eeuw, maar wordt hervormd in vernieuwing van het denken"
- Lucas 2, 41-52: "Als hij twaalf jaar geworden is...maken zij de opgang naar de tempel...bij hun terugkeer blijft de jongen, Jezus, achter in Jeruzalem... Het geschiedt na drie dagen dat zij hem vinden in het heiligdom...Wist jij niet dat ik zijn moet in wat van mijn Vader is...

Inhoud

1. Aria (sopraan) "Liebster Jesu, mein Verlangen"
2. Recitatief (bas) "Was ists, daß du mich gesuchet?"
3. Aria (bas) "Hier in meines Vaters Stätte"
4. Recitatief (sopraan, bas) "Ach! heiliger und großer Gott"
5. Aria (duet: sopraan en bas) "Nun verschwinden alle Plagen"
6. Koor "Mein Gott, öffne mir die Pforten".

## Muzikale bezetting
Hobo; viool 1 en 2, altviool en basso continuo (inbegrepen orgel).

## Toelichting
De toonsoortenopeenvolging in de verschillende delen van de cantate volgt precies het schema dat Bach later in het eerste deel van de Matthäus-Passion volgde. Deze toonsoorten moet je in de Barok niet linken aan een exacte toonhoogte maar stonden voor een emotioneel gebied, een gemoedsaandoening of affekt. Enkele voorbeelden:
- e, kleine terts staat voor de dood en verdriet
- b, kleine terts staat voor ernst, melancholie en waanzin
- G, grote terts staat voor "serieuze vrolijkheid"
- D, grote terts staat voor triomf en overwinning